# GBU-24鋪路三式激光制導炸彈

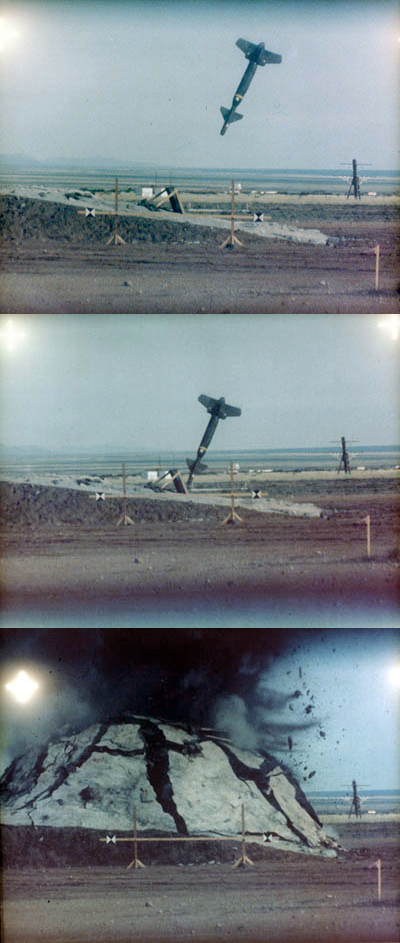
一枚激光制導的GBU-24（為BLU-109硬化穿透炸弹的衍生型）打擊目標。

GBU-24「鋪路三式」激光制導炸彈（英語：GBU-24 Paveway III，以下簡稱：GBU-24）是激光制導炸彈族，為雷神公司當中尺寸較大的鋪路三式彈族武器的小分組的一部份。“ 鋪路”制導套件包括一具安裝在武器彈鼻以上的尋標器套件和一具安裝在彈尾的尾翼套件，以提供穩定性和更大的射程。

## 概述
GBU-24的彈頭選項包括：
- Mk 84 —— 重達907公斤（2,000磅）的通用炸彈（英语：General-purpose bomb）
- BLU-109 —— 重達907千克（2,000磅）的穿透炸弹
- BLU-116（英语：BLU-116） —— 先進型單體穿透炸弹
- CPE-800 —— 為BPG-2000（西班牙语：BPG-2000 Paveway III）所使用，這是一款類似的西班牙本土武器

與GBU-10系列或鋪路II系列相比，GBU-24由於採用了更有效的制導技術，因此滑翔距離更遠。但是，鋪路三式制導套件價格昂貴，這使得GBU-24適用於打擊防禦良好的高價值目標。1983年，它正式投入服役。目前該武器在美国空军、美國海軍、美國海軍陸戰隊和北約各國空軍當中服役。
炸彈需要脈衝編碼的激光能源光點才能尋的；這激光可藉由投射的飛機、另一架飛機（“夥伴”激光飛機）或地面雷射指標器所提供。從搭載的飛機上釋放出來以後，制導計算機群的熱電池便會點火以供應電源；然後拔出引信的起爆線；並且展開尾翼；並且根據配置而激活渦輪發電機或保險開關（為引信供電）。
當達成這些情況以後，尋標器會將炸彈引導向指定的撞擊點。相對地，如果失去了激光照射，炸彈將停止制導並且沿著大致的彈道前進，儘管這時反而會因制導套件的干擾而導致武器偏離航向。當GBU-24受到制導時，它並非自帶動力的武器，即是毫無推進。因此，它的射程受到將其投射的飛機的速度、高度、風速等所影響。儘管準確度通常取決於準確地對準激光的能力，而非炸彈擊中撞擊點的能力，但GBU-24的精度足以使其從通風井道穿過以後向下飛入硬化的目標。
GBU-24可從F-15E「打擊鷹」、F-16A中期壽命升級型、F-16C批次40／42（F-16CG/DG）、F-16C批次50／52（F-16CJ/DJ）CCIP、F-16C+批次30 SCU8、F/A-18「大黃蜂」系列、A-6「入侵者」、A-10「雷霆二式」、帕納維亞龍捲風戰鬥轟炸機、歐洲颱風、達梭幻影2000、達梭陣風、F-14「雄貓」（在雄貓從美國海軍退役以前）、F-111C AUP和復仇者（原掠奪者C型）無人戰鬥航空載具空投。
1999年，為了進行測試，交付了一款改進型——GBU-24E/B增強型鋪路激光制導炸彈，裝有穿透彈頭，可以摧毀掩埋的堅固機庫和地下掩體。它採用了組合的衛星慣性導航系統，該系統將全球定位系统接收器與慣性導航系統設備組合在一起，並且將半主動激光制導頭與地面或飛機的目標指標器相結合。以後的2003年入侵伊拉克期間，美國海軍空投了23枚GBU-24。

## 資料來源
1. ↑   (PDF).   [2020-01-08]. （原始内容 (PDF)存档于2006-10-20）.
2. ↑  . Defense Daily. 08-07-2003  [2015-08-08]. （原始内容存档于2015-09-24） –HighBeam Research.

## 外部連結
- （俄文）—（页面存档备份，存于）